# Australian Open 2012 - Doppio maschile in carrozzina
Shingo Kunieda e Maikel Scheffers erano i detentori del titolo, Kunieda non ha partecipato mentre Scheffers è stato eliminato in semifinale.
Ronald Vink e Robin Ammerlaan hanno sconfitto in finale Stéphane Houdet e Nicolas Peifer per 6-2, 4-6, 6-1.

## Teste di serie
1. Stéphane Houdet /  Nicolas Peifer (finale)
2. Ronald Vink /  Robin Ammerlaan (campioni)

## Tabellone

### Legenda
| - Q = Qualificato - WC = Wild card - LL = Lucky loser | - ALT = Alternate - SE = Special Exempt - PR = Protected Ranking | - w/o = Walkover - r = Ritirato - d = Squalificato |

### Finali
|  | Semifinali | Semifinali                     | Semifinali                     | Semifinali | Semifinali |  |  | Finale | Finale                         | Finale | Finale | Finale |  |
|  |            |                                |                                |            |            |  |  |        |                                |        |        |        |  |
|  | 1          | Stéphane Houdet Nicolas Peifer | Stéphane Houdet Nicolas Peifer | 6          | 6          |  |  |        |                                |        |        |        |  |
|  |            | Satoshi Saida Maikel Scheffers | Satoshi Saida Maikel Scheffers | 2          | 1          |  |  | 1      | Stéphane Houdet Nicolas Peifer | 2      | 6      | 1      |  |
|  |            | Ben Weekes Stefan Olsson       | Ben Weekes Stefan Olsson       | 3          | 2          |  |  | 2      | Ronald Vink Robin Ammerlaan    | 6      | 4      | 6      |  |
|  | 2          | Ronald Vink Robin Ammerlaan    | Ronald Vink Robin Ammerlaan    | 6          | 6          |  |  |        |                                |        |        |        |  |